# 1945 en science-fiction
| Années de la science-fiction : 1942 - 1943 - 1944 - 1945 - 1946 - 1947 - 1948    |
| Décennies de la science-fiction : 1910 - 1920 - 1930 - 1940 - 1950 - 1960 - 1970 |

L'année 1945 a été marquée, en matière de science-fiction, par les événements suivants.

## Naissances et décès

### Naissances
- 7 mars : Elizabeth Moon, écrivain américaine.
- 17 août : Rachel Pollack, écrivain américaine, morte en 2023.
- 27 août : Edward Bryant, écrivain américain.
- 24 septembre : David Drake, écrivain américain, mort en 2023.
- octobre : Tom Maddox, écrivain américain, mort en 2022.
- 12 novembre : Michael Bishop, écrivain américain, mort en 2023.
- 5 décembre : Raymond Iss, écrivain français.
- 28 décembre : George Zebrowski, écrivain américain, mort en 2024.

### Décès
- 16 avril : Malcolm Jameson, écrivain américain, né en 1891, mort à 54 ans.

## Prix

### Prix Hugo
Les prix ont été décernés rétroactivement en 2020.
- Roman : Shadow Over Mars (en) par Leigh Brackett
- Roman court : Killdozer (Killdozer!) par Theodore Sturgeon
- Nouvelle longue : La Ville (City) par Clifford D. Simak
- Nouvelle courte : I, Rocket par Ray Bradbury
- Série littéraire : Mythe de Cthulhu (Cthulhu Mythos) par H. P. Lovecraft, August Derleth et autres
- Histoire graphique : Superman : « The Mysterious Mr. Mxyztplk » – écrit par Jerry Siegel, dessiné par Joe Shuster
- Livre non-fictif ou apparenté : The Science-Fiction Field par Leigh Brackett
- Présentation dramatique (format long) : prix non décerné
- Présentation dramatique (format court) : Le Fantôme de Canterville (The Canterville Ghost), réalisé par Jules Dassin et Norman Z. McLeod, écrit par Edwin Blum et La Malédiction des hommes-chats (The Curse of the Cat People), réalisé par Gunther von Fritsch et Robert Wise, écrit par DeWitt Bodeen (en) (ex æquo)
- Éditeur (format court) : John W. Campbell
- Artiste professionnel : Margaret Brundage
- Magazine amateur : Voice of the Imagi-Nation, édité par Forrest J. Ackerman
- Écrivain amateur : Fritz Leiber

## Parutions littéraires

### Romans
- Alternatives par Fritz Leiber.
- Cette hideuse puissance par C. S. Lewis.
- La Ferme des animaux par George Orwell.

### Nouvelles
- Évasion ! par Isaac Asimov.